# Le chaudron infernal
Der höllische Kessel (Originaltitel: Le chaudron infernal) ist ein französischer Horrorfilm aus dem Jahr 1903 von Georges Méliès, der in den USA unter dem Titel The Infernal Caldron and the Phantasmal Vapors und in Großbritannien unter dem Titel The Infernal Cauldron in den Kinos gezeigt wurde. Der Film wurde am 17. Oktober 1903 in Frankreich veröffentlicht. Er entstand in Zusammenarbeit mit der Filmfirma Star Film.

## Handlung
Der Teufel verbrennt einige Menschen und wird von ihren entweichenden Seelen verfolgt.

## Hintergrundinformationen
Der Film wurde von Georges Méliès handkoloriert, es war bereits der dritte Film der nach La Guirlande Merveilleuse und Le Cake-walk infernal mit dieser Technik veröffentlicht wurde. In Amerika wurde der Film unter dem Titel The Infernal Boiling Pot veröffentlicht.